# Something in the Way You Move
„Something in the Way You Move” – trzeci singel angielskiej piosenkarki Ellie Goulding, promujący jej trzeci album studyjny, zatytułowany Delirium. Twórcami tekstu utworu są Ellie Goulding, Greg Kurstin, natomiast jego produkcją zajął się Kurstin. Singel swoją premierę miał 19 stycznia 2016 roku.

## Kompozycja
„Something in the Way You Move” pod względem muzycznym łączy w sobie przede wszystkim muzykę electropop. Utwór jest napisany w tempie 108 uderzeń na minutę i wykorzystuje akordy A, B, C#m, i E. Alexis Petridis z dziennika „The Guardian”, zauważyła podobieństwo piosenki do innego utworu piosenkarki – „Love Me Like You Do”, twierdząc, że ma „praktycznie identyczny refren”. Eve Barlow z „Spin” napisała, że refren przypomina piosenki z lat 80. XX wieku.

## Teledysk
9 października 2015 roku ukazało się tzw. „lyric video” („teledysk tekstowy”). Teledysk do utworu został wyreżyserowany przez Eda Colemana i premiera nastąpiła 23 lutego 2016. Wideoklip ukazuje koncert w Antwerpii (Belgia), który odbył się w ramach Delirium World Tour. 

## Występy na żywo
27 listopada 2015 roku, Goulding wykonała „Something in the Way You Move” w programie TFI Friday, emitowany w stacji Channel 4. Ten sam utwór wykonała w programie Alana Carra –  Alan Carr’s New Year Specstacular.

## Personel
Opracowano na podstawie materiału źródłowego.
- Ellie Goulding – wokal prowadzący, autor tekstu
- Julian Burg – inżynier dźwięku
- Tom Coyne – mastering
- Serban Ghenea – miksowanie
- Greg Kurstin – bas, bębny, inżynier dźwięku, gitara, instrumenty klawiszowe, fortepian, produkcja muzyczna, autor tekstu
- Randy Merrill – pomoc w masteringu
- Alex Pasco – inżynier dźwięku

## Notowania i certyfikaty
| Lista (2015–16)                           | Najwyższa pozycja |
| ----------------------------------------- | ----------------- |
| Australia (ARIA)                          | 46                |
| Austria (Ö3 Austria Top 40)               | 52                |
| Belgia (Ultratop Flandria)                | 17                |
| Belgia (Ultratop Walonia)                 | 23                |
| Czechy (Singles Digitál Top 100)          | 35                |
| Francja (SNEP)                            | 97                |
| Holandia (Dutch Top 100)                  | 69                |
| Kanada (Canadian Hot 100)                 | 59                |
| Irlandia (IRMA)                           | 62                |
| Niemcy (Media Control Charts)             | 70                |
| Polska (AirPlay – Top)                    | 5                 |
| Słowacja (Singles Digitál Top 100)        | 49                |
| Stany Zjednoczone (Hot 100)               | 43                |
| Szwajcaria (Schweizer Hitparade)          | 58                |
| Wielka Brytania (Official Charts Company) | 51                |

| Lista (2016)               | Najwyższa pozycja |
| -------------------------- | ----------------- |
| Belgia (Ultratop Wallonia) | 97                |

| Państwo       | Status      |
| ------------- | ----------- |
| Polska (ZPAV) | złota płyta |

## Historia wydania
| Region            | Data                | Format                                                               | Wytwórnia              | Źródło |
| ----------------- | ------------------- | -------------------------------------------------------------------- | ---------------------- | ------ |
| Świat             | 9 października 2015 | Digital download (udostępnione za pomocą pre-orderu albumu Delirium) | Polydor                | [ 27 ] |
| Stany Zjednoczone | 19 stycznia 2016    | Contemporary hit radio                                               | Cherrytree, Interscope | [ 28 ] |
| Włochy            | 29 kwietnia 2016    | Contemporary hit radio                                               | Universal              | [ 29 ] |